# Albert Bonniers förlag

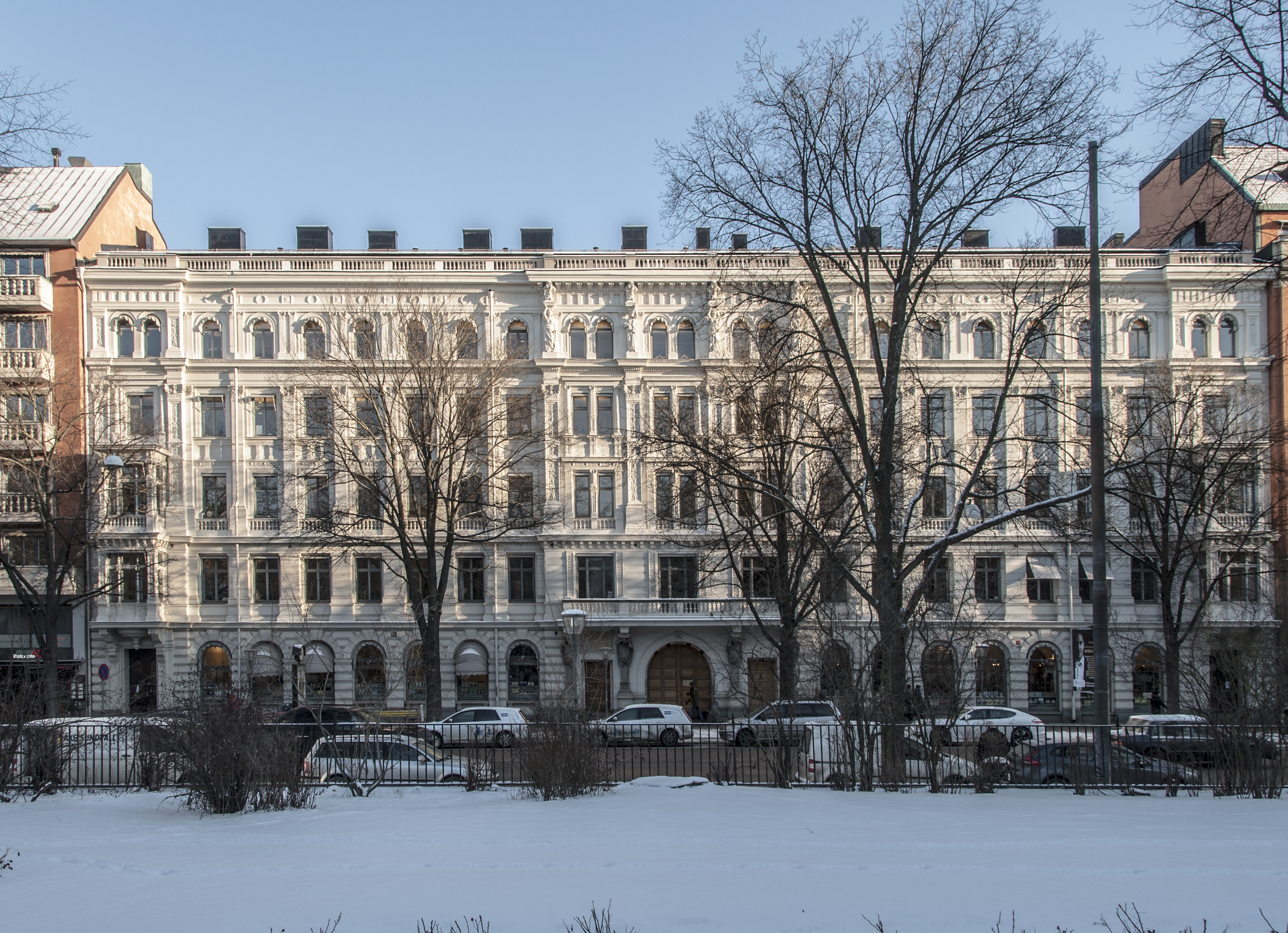
La maison Bonnier.

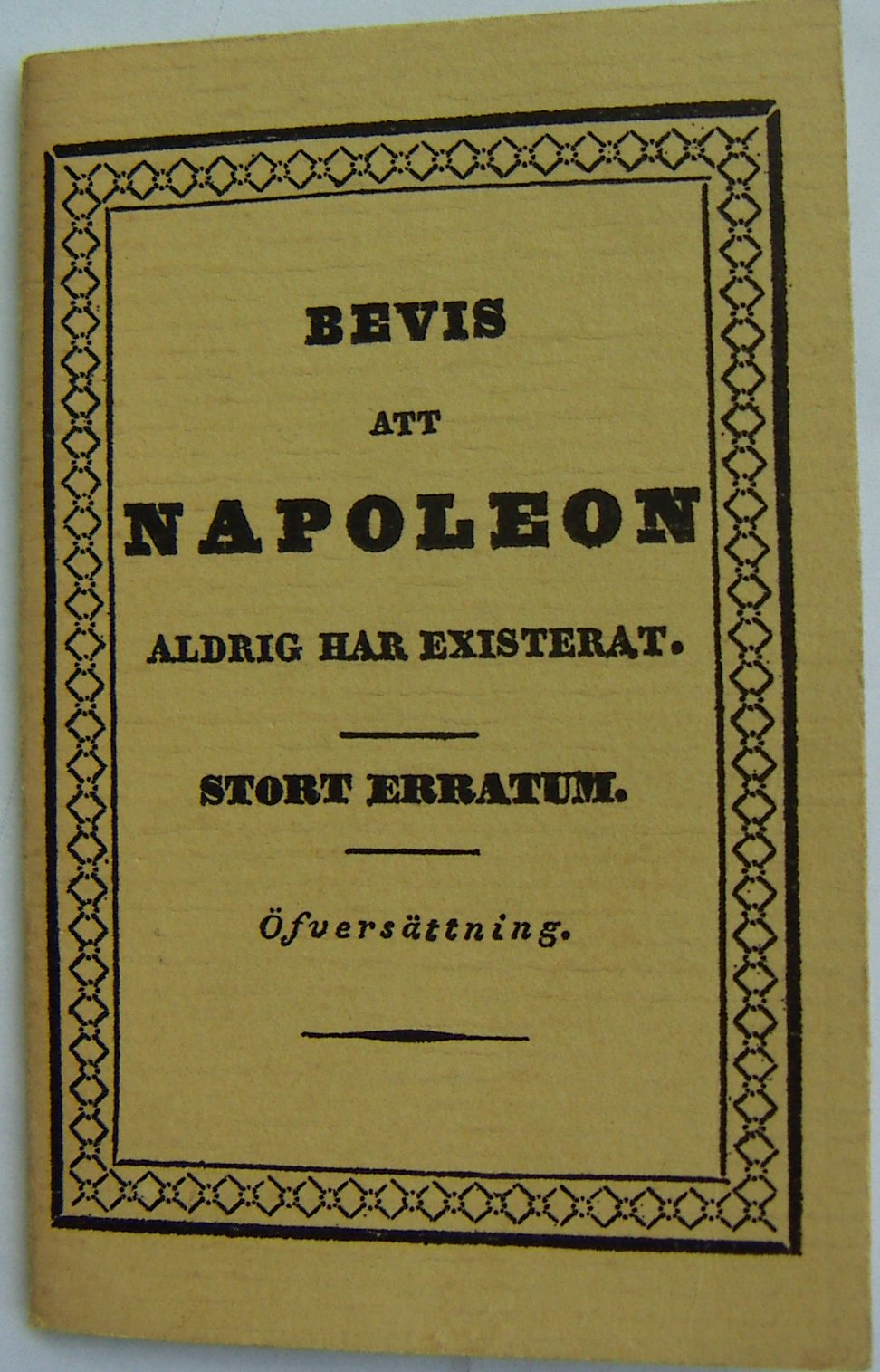
Bevis att Napoleon aldirg existerat (Comme quoi Napoléon n’a jamais existé) de Jean-Baptiste Pérès est le premier livre publié par Albert Bonnier (fac-sim. de 1962).

Albert Bonniers förlag, ou Bonniers förlag, est la plus importante et la plus ancienne maison d’édition suédoise.

## Historique
Fondée par Albert Bonnier (1820–1900) à Stockholm en 1837, la société d’édition Albert Bonniers förlag appartient toujours à la famille Bonnier et publie environ cent cinquante ouvrages chaque année.
Karl Otto Bonnier (1856–1941) fut le principal éditeur chez Bonnier des livres d’August Strindberg. Albert Bonniers förlag a fait connaître au public suédois plusieurs lauréats du prix Nobel de littérature, ainsi que de nombreux écrivains et poètes suédois du XXe siècle, tels Hjalmar Söderberg, Birger Sjöberg, Evert Taube, Gunnar Ekelöf, Tomas Tranströmer, Kerstin Ekman, Werner Aspenström ou bien Klas Östergren.

### Sources
- (en) Cet article est partiellement ou en totalité issu de l’article de Wikipédia en anglais intitulé « Albert Bonniers Förlag » (voir la liste des auteurs).